# تلوين سلبي

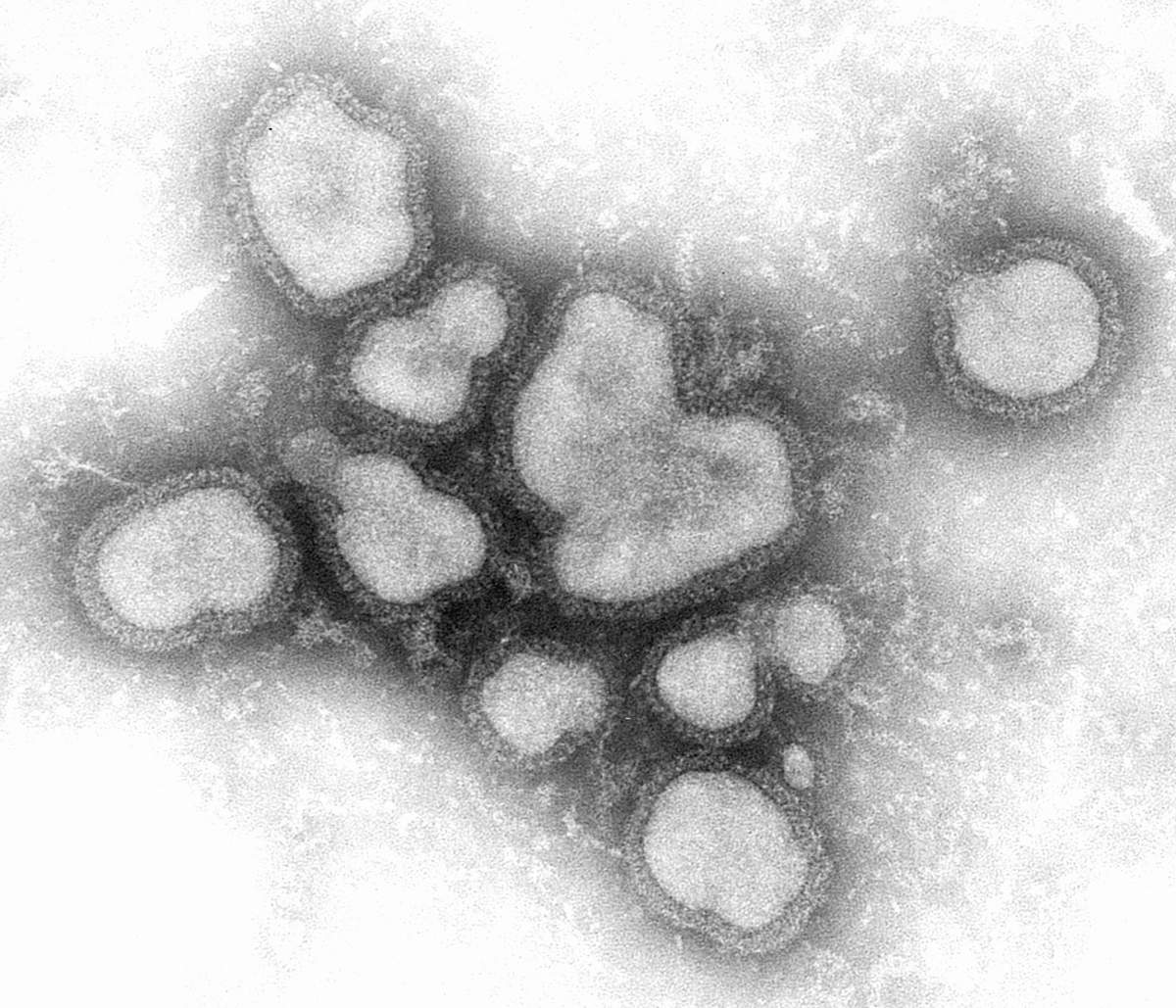

التلوين السلبي (بالإنجليزية: Negative stain)‏ هي الطريقة المتبعة غالبا في التشخيص المجهري، لتبيين عينة رقيقة مع سائل غير شفاف ضوئيا.
في هذه التقنية تلون الخلفية مع ترك العينة الفعلية بمنأى وبالتالي تصبح مرئية، هذا على عكس التلوين الإجابي الذي يلون العينة الفعلية.